# Selfie - Le cose cambiano
Selfie - Le cose cambiano (o semplicemente Selfie) è stato un programma televisivo italiano, prodotto dalla Fascino PGT insieme alla Pesci Combattenti e condotto da Simona Ventura, andato in onda per due edizioni dal 21 novembre 2016 al 16 giugno 2017 in prima serata su Canale 5.

## Il programma
La trasmissione offre a persone comuni o personaggi noti, attraverso una richiesta d'aiuto inviata con un video-selfie, la possibilità di modificare il proprio aspetto esteriore, correggere difetti fisici o ricevere supporto psicologico per fobie, ansie o dipendenze.
Le richieste vengono generalmente presentate in studio dalla conduttrice e vagliate da tre coppie di "mentori", che decidono se accettare la richiesta d'aiuto, prendendo in carico la persona da supportare. Alcuni casi, che richiedono maggior tempo d'esecuzione, vengono assegnati "d'ufficio" a una coppia di mentori.
I protagonisti della trasmissione vengono così affidati alle cure di chirurghi estetici, psicologi o specialisti nella cura del look. I risultati degli interventi vengono mostrati per la prima volta al diretto interessato durante la puntata, attraverso uno specchio. Alcuni casi hanno avuto come protagonisti personaggi già noti al pubblico, come Alessia Macari, Pamela Prati e la protagonista del programma pomeridiano Uomini e donne, Gemma Galgani. Talvolta la presenza dei vip ha scatenato i violenti litigi delle star, che richiedevano l'aiuto del programma, con i mentori e contro i giudici della trasmissione.
Nella prima edizione, al termine di ogni puntata, i cinque giudici eleggono la coppia di mentori che, a loro parere, ha lavorato meglio durante la serata. Nella seconda edizione del programma il meccanismo di votazione è cambiato, comprendendo anche una votazione dell'operato (da 0 a 100) dei protagonisti delle storie. E l'opinione di una giuria popolare presente in studio chiamata a esprimersi attraverso un telecomando.
La sigla del programma era "Face and Body" dei The Ones.

### Il cast
La trasmissione è composta da tutto il cast. Nella prima edizione i mentori sono stati Stefano De Martino e Mariano Di Vaio, Ivan Zaytsev e Katia Ricciarelli e Alessandra Celentano e Simone Rugiati. Nella seconda edizione le coppie erano composte da Stefano De Martino e Bernardo Corradi, Iva Zanicchi e Barbara De Rossi e Alessandra Celentano e Briga.
I giudici della prima edizione sono stati Tina Cipollari, Aldo Montano, Daniela Del Secco D'Aragona, Yuri "Gordon" Sterrore e Paola Caruso. Per la seconda edizione è stata riconfermata solo la Cipollari, affiancata da Platinette, Pamela Camassa, Stefano Zecchi e Alex Belli.
Dalla seconda edizione, inoltre, è stata introdotta la figura dell'"inviata", che si occupa di alcuni casi particolari, rappresentata da Belén Rodríguez.
Nella quarta puntata della seconda edizione, andata in onda il 2 giugno 2017, l'attrice Katherine Kelly Lang è ospite del programma.

### Accoglienza del pubblico e della critica
La trasmissione era inizialmente destinata alla prima serata di Italia 1 e segnava il ritorno a Mediaset di Simona Ventura dopo parecchi anni tra Rai e Sky. A poche settimane dalla partenza, i vertici dell'azienda hanno deciso di promuovere la trasmissione sulla rete ammiraglia, Canale 5, precisando che gli obiettivi d'ascolto sarebbero stati bassi perché si trattava di un prodotto destinato a un'emittente minore.
La prima puntata, preceduta da una notevole campagna pubblicitaria, ha ottenuto un buon successo d'ascolto, superando i 4 milioni di spettatori e il 20% di share, che sono tuttavia calati in occasione del secondo appuntamento a 3.300.000 con meno del 16% di share, mantenendo risultati simili anche nelle successive puntate, ma vincendo quasi sempre lo scettro di programma più visto del prime time, soprattutto nella prima edizione.
La trasmissione ha suscitato parecchie critiche sia da parte del pubblico che della stampa, che ha giudicato il programma inconsistente, con una trama labile e troppo simile a format del passato, come Il brutto anatroccolo e Bisturi! Nessuno è perfetto, dei quali ha conservato la formula del protagonista che si specchia per la prima volta in pubblico. Alcuni hanno visto similitudini anche con Carramba che sorpresa e C'è posta per te. Altre critiche sono state mosse per la presenza nel cast di diversi personaggi già sfruttati in diverse trasmissioni prodotte da Maria De Filippi e giudicati trash. Commenti positivi sono stati espressi per la conduzione di Simona Ventura.

## Edizioni
| Edizione | Conduttrice    | Periodo          | Periodo          | Puntate | Giuria         | Giuria                      | Giuria                 | Giuria         | Giuria       | Inviato         | Coppie di mentori  | Coppie di mentori | Coppie di mentori | Coppie di mentori | Coppie di mentori | Coppie di mentori    |
| Edizione | Conduttrice    | Inizio           | Fine             | Puntate | Giuria         | Giuria                      | Giuria                 | Giuria         | Giuria       | Inviato         | 1ª                 | 1ª                | 2ª                | 2ª                | 3ª                | 3ª                   |
| -------- | -------------- | ---------------- | ---------------- | ------- | -------------- | --------------------------- | ---------------------- | -------------- | ------------ | --------------- | ------------------ | ----------------- | ----------------- | ----------------- | ----------------- | -------------------- |
| 1ª       | Simona Ventura | 21 novembre 2016 | 28 dicembre 2016 | 6       | Tina Cipollari | Daniela Del Secco D'Aragona | Yuri "Gordon" Sterrore | Paola Caruso   | Aldo Montano | Non presente    | Stefano De Martino | Mariano Di Vaio   | Katia Ricciarelli | Ivan Zaytsev      | Simone Rugiati    | Alessandra Celentano |
| 2ª       | Simona Ventura | 8 maggio 2017    | 16 giugno 2017   | 6       | Tina Cipollari | Platinette                  | Stefano Zecchi         | Pamela Camassa | Alex Belli   | Belén Rodríguez | Stefano De Martino | Bernardo Corradi  | Iva Zanicchi      | Barbara De Rossi  | Briga             | Alessandra Celentano |

## Prima edizione (2016)
La prima edizione ѐ andata in onda dal 21 novembre al 28 dicembre 2016, con la conduzione di Simona Ventura.

### Ascolti
| Puntata | Data             | Telespettatori | Share  |
| ------- | ---------------- | -------------- | ------ |
| 1       | 21 novembre 2016 | 4 183 000      | 20,23% |
| 2       | 28 novembre 2016 | 3 304 000      | 15,81% |
| 3       | 5 dicembre 2016  | 3 120 000      | 15,42% |
| 4       | 12 dicembre 2016 | 3 105 000      | 15,23% |
| 5       | 19 dicembre 2016 | 3 368 000      | 16,50% |
| 6       | 28 dicembre 2016 | 3 181 000      | 16,19% |

## Seconda edizione (2017)
La seconda edizione ѐ andata in onda dall'8 maggio al 16 giugno 2017, sempre con la conduzione di Simona Ventura, e con il nuovo ruolo dell'inviata, affidato a Belén Rodríguez.

### Ascolti
| Puntata | Data           | Telespettatori | Share  |
| ------- | -------------- | -------------- | ------ |
| 1       | 8 maggio 2017  | 2 937 000      | 15,58% |
| 2       | 15 maggio 2017 | 2 640 000      | 14,96% |
| 3       | 22 maggio 2017 | 2 646 000      | 15,14% |
| 4       | 2 giugno 2017  | 2 564 000      | 16,81% |
| 5       | 9 giugno 2017  | 2 155 000      | 13,28% |
| 6       | 16 giugno 2017 | 2 217 000      | 13,34% |

## Audience
| Edizione | Anno | Stagione        | Rete     | Programmazione | Programmazione | Programmazione     | Programmazione | Programmazione | Programmazione | Programmazione | Sede                  | Media ascolti  | Media ascolti |
| Edizione | Anno | Stagione        | Rete     | L              | M              | M                  | G              | V              | S              | D              | Sede                  | Telespettatori | Share         |
| -------- | ---- | --------------- | -------- | -------------- | -------------- | ------------------ | -------------- | -------------- | -------------- | -------------- | --------------------- | -------------- | ------------- |
| 1ª       | 2016 | autunno-inverno | Canale 5 |                |                |                    |                |                |                |                | Studi De Paolis, Roma | 3 377 000      | 16,56%        |
| 2ª       | 2017 | primavera       | Canale 5 |                |                | Studi Voxson, Roma | 2 527 000      | 14,85%         |                |                |                       |                |               |